# Odontomantis longipennis
Odontomantis longipennis är en bönsyrseart som beskrevs av Zheng 1989. Odontomantis longipennis ingår i släktet Odontomantis och familjen Hymenopodidae. Inga underarter finns listade i Catalogue of Life.